# Eosentomon maya
Eosentomon maya är en urinsektsart som beskrevs av F. Bonet 1950. Eosentomon maya ingår i släktet Eosentomon och familjen trakétrevfotingar. Inga underarter finns listade i Catalogue of Life.